# Сарлык (Улытауская область)
Сарлык (каз. Сарлық) — село в Улытауском районе Улытауской области Казахстана. Административный центр Амангельдинского сельского округа. Находится примерно в 29 км к западу-северо-западу (WNW) от села Улытау, административного центра района, на высоте 400 метров над уровнем моря. Код КАТО — 356049100.

## Население
В 1999 году численность населения села составляла 774 человек (400 мужчин и 374 женщины). По данным переписи 2009 года, в селе проживало 524 человека (280 мужчин и 244 женщины).